# August Bálasits
August Erwin Bálasits (ur. 28 sierpnia 1844 w Kołomyi, zm. 15 lipca 1918 we Lwowie) – polski naukowiec, profesor austriackiego prawa procesowego cywilnego we Lwowie, poseł-wirylista do Sejmu Krajowego Galicji VI kadencji.

## Życiorys
Syn Karola Bálasitsa i Emilii z Rombauerów, odbył naukę gimnazjalną w Stanisławowie, Przemyślu i Lwowie. Studiował prawo we Lwowie i zdobył tu doktorat w roku 1868.
Pracował w latach 1867-1874 w Krajowej Dyrekcji Skarbu, a w latach 1874-1880 w Prokuratorii Skarbu we Lwowie, gdzie został sekretarzem. W 1873 dzięki rozprawie habilitacyjnej pt. „O przysiędze stanowczej według austriackiego prawa w historycznym rozwoju” został docentem na Uniwersytecie Lwowskim.
W 1875 należał do grona założycieli lwowskiego Przeglądu Sądowego i Administracyjnego (dzisiaj Przegląd Prawa i Administracji).
Profesorem nadzwyczajnym został 9 kwietnia 1880, a zwyczajnym 23 sierpnia 1886. Z powodu wakansów lub choroby właściwego profesora wykładał kilkakrotnie prawo kanoniczne, a od roku 1883 do 1892 zastępczo też austriackie ustawodawstwo skarbowe. W latach szkolnych 1887-1888 i 1901-1902 był dziekanem Wydziału prawa, a w 1891-1892 rektorem Uniwersytetu. W 1915 roku na własną prośbę przeszedł w stan spoczynku i otrzymał tytuł radcy dworu. Od 1915 roku był członkiem Ligi Narodowej. Był także członkiem Komitetu Głównego i Komitetu Wykonawczego Stronnictwa Demokratyczno-Narodowego.
Pochowany na Cmentarzu Łyczakowskim we Lwowie.